# Trachymyrmex phaleratus
Trachymyrmex phaleratus är en myrart som beskrevs av Wheeler 1925. Trachymyrmex phaleratus ingår i släktet Trachymyrmex och familjen myror. Inga underarter finns listade i Catalogue of Life.